# Leptataspis phialiforme
Leptataspis phialiforme är en insektsart som beskrevs av Victor Lallemand 1922. Leptataspis phialiforme ingår i släktet Leptataspis och familjen spottstritar. Inga underarter finns listade i Catalogue of Life.